# Novaziano
Novaziano (in latino Novatianus; anche Novatus secondo alcuni autori greci, papa Damaso I e Prudenzio; 190 circa – 258) è stato un presbitero e teologo romano, fondatore del movimento del novazianismo.
Fu Papa per una minoranza dal 251 al 258.
Fu un noto teologo e scrittore, il primo teologo romano a usare la lingua latina, in un'epoca in cui si discuteva molto su come comportarsi con i cristiani che erano «lapsi» e desideravano tornare all'interno della Chiesa, e sulla questione della penitenza.
Consacrato papa da tre vescovi nel 251, adottò una posizione più rigorosa rispetto a papa Cornelio, e fu poco dopo scomunicato: il movimento del novazianismo da lui fondato persistette per diversi secoli.

## Biografia
Della vita di Novaziano, presbitero di Roma, sono noti solo pochi particolari. Prima di convertirsi al Cristianesimo aveva studiato filosofia stoica e si era educato nell'arte della composizione letteraria.
Papa Cornelio, in una sua lettera a Fabio di Antiochia racconta che, mentre era ancora un catecumeno, Novaziano fu posseduto da Satana per una stagione intera. Per tale motivo fu esorcizzato, ma, dopo il rito, si ammalò così gravemente che ci si aspettava morisse di lì a poco; perciò fu battezzato in tutta fretta. Quando si rimise, il resto dei sacramenti non gli fu somministrato, né il vescovo confermò il suo battesimo con la cresima. Si chiedeva Cornelio "Come ha potuto quindi ricevere lo Spirito Santo?".
Per la sua profonda erudizione Cornelio lo definiva sarcasticamente come "quel creatore di dogmi, quel campione della cultura ecclesiastica"; ma la sua eloquenza venne lodata anche da san Cipriano di Cartagine (Epistole LX, 3) e un papa (probabilmente papa Fabiano) lo elevò al ministero sacerdotale. In base alle testimonianze di Cornelio, questa sua elevazione non fu accolta favorevolmente né dal clero né da molti laici. Secondo costoro, infatti, uno che aveva ricevuto il battesimo solo in punto di morte non poteva essere ammesso fra il clero. La storia narrata da Eulogio, vescovo di Alessandria d'Egitto, in base alla quale Novaziano era un arcidiacono di Roma che fu consacrato sacerdote dal papa per prevenirne la successione al papato, contraddice Cornelio e suppone uno stato di cose successivo, quando cioè i diaconi romani erano uomini di stato piuttosto che ministri del culto.
Il 20 gennaio 250, durante la persecuzione deciana, papa Fabiano patì il martirio . Per la durezza della persecuzione, fu impossibile eleggere il suo successore e la sede vacante durò per oltre un anno.
In questo periodo la Chiesa fu retta da diversi presbiteri, fra cui lo stesso Novaziano. In una lettera dell'anno successivo, Cornelio dice del suo rivale che, in virtù della sua codardia e del suo amore per la sua vita, durante la persecuzione, negò di essere un prete e rifiutò il conforto ai fratelli in pericolo. Esortato dai diaconi a uscire dal suo rifugio, questi se ne andò dicendo che, poiché si era innamorato di un'altra filosofia, non desiderava più essere un prete. Il significato di questa storia non è chiaro. Novaziano volle evitare, forse, il sacerdozio attivo per dedicarsi ad una vita di ascesi? In ogni caso, bisogna tenere a mente che la maggior parte delle notizie su Novaziano derivano da Papa Cornelio, che aveva sicuramente molti motivi per attaccare il suo antagonista. L'opera anonima Ad Novatianum (XIII) narra che Novaziano, "finché fu nella Chiesa di Cristo considerava i peccati dei suoi vicini come se fossero i suoi, alleviava i fardelli del fratelli, come esortava l'Apostolo, e fortificava con la consolazione coloro che vacillavano nella fede."
Durante la persecuzione Novaziano scrisse delle lettere a nome del clero romano e che queste furono poi girate a san Cipriano (Epistole XXX e XXXVI). Le lettere trattano la questione dei lapsi e la pretesa esagerata dei cartaginesi di riammetterli tutti senza alcuna penitenza. Il clero romano concordava con Cipriano sul fatto che la questione doveva essere trattata con moderazione ed equilibrio da un concilio da tenersi alla prima occasione, dopo l'elezione di un nuovo vescovo. In ogni caso doveva essere preservata la giusta disciplina che aveva contraddistinto la Chiesa romana fin dai tempi di San Paolo (romani 1:8), evitando, comunque, al pentito qualsiasi crudeltà. Da queste lettere si evince che all'interno del clero romano non circolava l'idea che la riammissione alla comunione dei lapsi potesse essere impossibile, anche se vengono usate espressioni forti.
Nel marzo del 251, con la morte dell'imperatore Decio, la persecuzione iniziò a scemare e la comunità romana ritenne giunto il momento opportuno per nominare il successore di Fabiano. Con il consenso di quasi tutto il clero, del popolo e dei vescovi presenti (Cipriano, Epistole LV, 8-9), fu eletto un aristocratico romano di idee moderate, Cornelio. Novaziano, che ambiva anche lui al papato, accusò il colpo e spedì due del suo partito a chiamare tre vescovi da altrettanti angoli remoti d'Italia. Fece dire loro di venire a Roma velocemente poiché, insieme ad altri vescovi, avrebbero dovuto mediare su una divisione interna. Questi uomini semplici furono costretti a conferire l'ordine episcopale su di lui alla decima ora del giorno. Uno di questi, però, ritornò alla chiesa confessando il suo peccato, "e noi inviammo" dice Cornelio, "i sostituti per gli altri due vescovi nei luoghi da cui provenivano." Per assicurarsi la lealtà dei suoi sostenitori Novaziano li costrinse, all'atto di ricevere la santa Comunione, di giurare sul Sangue e sul Corpo di Cristo che non sarebbero tornati da Cornelio. Novaziano, dopo Sant'Ippolito di Roma, da alcuni studiosi ritenuto suo maestro, divenne così il secondo antipapa della storia del Cristianesimo.
I due contendenti incaricarono i loro messaggeri di annunciare la loro rispettiva elezione alle diverse Chiese. Dalla corrispondenza di San Cipriano si evince l'accurata investigazione portata a termine dal Concilio di Cartagine, il cui risultato fu il sostegno fornito a Cornelio dall'intero episcopato africano. Anche San Dionisio di Alessandria si schierò dalla sua parte, e questi influenti appoggi ben presto consolidarono la sua posizione. Ma per un certo tempo la Chiesa intera fu divisa dalle rivendicazioni di due papi in concorrenza. San Cipriano scrive come Novaziano "prese il sopravvento" (Epistole LXIX, 8), e mandò i suoi nuovi apostoli in molte città per far accettare la sua elezione. Nonostante in tutte le province e in tutte le città ci fossero già vescovi di età venerabile, di fede pura e di provata virtù, che erano stati proscritti durante la persecuzione, questi osò creare altri falsi vescovi (Epistole LV, 24) arrogandosi il diritto di sostituire i primi con quelli di sua creazione. Non ci potrebbe essere prova più calzante per dimostrare l'importanza della Sede Romana che questo episodio del III secolo: la Chiesa intera agitata dalle rivendicazioni di un antipapa; l'impossibilità riconosciuta di un vescovo di essere un legittimo pastore cattolico se appoggia il papa sbagliato; la pretesa di entrambi i concorrenti di consacrare un nuovo vescovo in ogni sede in cui il vescovo titolare si oppone alla loro autorità. Nel frattempo, nell'ottobre del 251, Cornelio aveva convocato a Roma un concilio di 60 vescovi (probabilmente tutti italiani o provenienti dai territori vicini) dal quale Novaziano fu scomunicato. I vescovi che non poterono presenziare apposero le loro firme in calce al documento prodotto dal concilio, che fu inviato ad Antiochia e a tutte le altre Chiese principali. A Novaziano si opposero direttamente i vescovi Dionigi di Alessandria e Cipriano di Cartagine.
Comunque, Novaziano, consapevole della sua superiorità intellettuale rispetto a Cornelio, non faticò a trovare dei sostenitori nei confessori che erano ancora in prigione: Massimo, Urbano, Nicostrato e altri. Dionisio e Cipriano, però, scrissero loro e li convinsero ad appoggiare il papa legittimo. All'inizio della disputa tra i due papi si configurò una semplice questione scismatica, infatti, l'argomento centrale delle prime lettere di San Cipriano su Novaziano (XLIV-XLVIII, 1) verteva su chi fosse il legittimo occupante del soglio di Pietro. Le cose iniziarono a cambiare dopo un paio di mesi, quando Cipriano (Epistole LIV) trovò necessario spedire a Roma il suo libro De lapsis e l'epistola LV è il primo documento in cui si parla di "eresia di Novaziano".
Egli sosteneva che l'idolatria era un peccato imperdonabile, e che la Chiesa non aveva alcun diritto di riammettere alla comunione coloro che vi erano precipitati. È possibile che costoro si pentano e vengano ammessi ad una penitenza a vita, ma il loro perdono è riservato a Dio. Tale posizione non era, nel complesso, una novità. Tertulliano, in precedenza, aveva criticato il perdono dell'adulterio introdotto da papa Callisto I come un'innovazione. Anche Sant'Ippolito stesso era incline alla severità. Inoltre, in molti luoghi e in tempi diversi erano state promulgate leggi con le quali si punivano determinati peccati con la scomunica fino all'ora della morte, o addirittura con il rifiuto della Comunione nell'ora della morte. Persino San Cipriano concordava nel secondo caso per coloro che rifiutavano di fare penitenza e si pentivano solamente sul letto di morte; ma ciò era dovuto al fatto che tale pentimento sembrava di dubbia sincerità. La gravità di questa posizione non era nella sua crudeltà o nella sua ingiustizia, ma nella negazione del potere della Chiesa, in taluni casi, di accordare l'assoluzione. Questa era l'eresia di Novaziano: il rifiuto dell'interrogazione battesimale che recita "Credi nella remissione dei peccati e nella vita eterna, attraverso la Santa Chiesa?". Novaziano rifiutava il perdono ai moribondi e ai rei di peccati gravi in genere.
Novaziano morì nel 258, probabilmente durante le persecuzioni dei cristiani da parte dell'imperatore Valeriano. Nello stesso anno morì anche il suo grande antagonista, Cipriano di Cartagine.

## Le opere
Sofronio Eusebio Girolamo cita un certo numero di scritti di Novaziano, dei quali soltanto due sono giunti fino a noi: il De cibis Iudaicis e il De Trinitate. La prima opera citata è una lettera scritta mentre si nascondeva durante una persecuzione, ed era preceduta da altre due lettere sulla circoncisione e sullo Shabbath che sono andate perdute. Essa descrive gli animali sporchi come esemplificazioni delle diverse classi di uomini dediti al vizio e spiega che la grande libertà permessa a un cristiano non deve essere motivo di lusso. Il libro De Trinitate, invece, è un pezzo di prosa eccellente. I primi otto capitoli riguardano la trascendenza e la grandezza di Dio che è al di sopra di tutto e non può essere descritto da alcun nome. Novaziano prosegue cercando di provare la divinità del Figlio prendendo spunto sia dall'Antico che dal Nuovo Testamento, e aggiunge che è un insulto al Padre dire che un Padre che è Dio non può generare un Figlio che è allo stesso tempo Dio. Ma Novaziano cade nell'errore fatto da quasi tutti i primi teologi: separa il Padre dal Figlio. Novaziano identificava il Figlio con uno degli arcangeli che apparvero anche ad Agar, Abramo, ecc. nell'Antico Testamento (paternae dispositionis annuntiator est). Il Figlio è "la seconda Persona dopo il Padre", meno del Padre poiché è originato dal Padre, ma uno con Lui "per concordia, amore e affetto."
Novaziano si rese conto che tale descrizione poteva indurre i suoi oppositori a pensare che parlasse di due Dei (politeismo); di conseguenza, dopo un capitolo sullo Spirito Santo (XXIX), Novaziano ritornò sull'argomento principale in una specie di appendice (XXX-XXXI). Esistono due generi di eretici, entrambi tentano di confutare l'unità di Dio: un primo genere (i Sabelliani) identifica il Padre con il Figlio, un altro (gli Ebioniti, ecc.) negavano che il Figlio fosse Dio; così Cristo è di nuovo crocifisso tra due ladri, e viene ingiuriato da entrambi. Secondo la visione di Novaziano esiste un Dio, onnipotente, invisibile, immenso, immortale; il Verbo (Parola nelle precedenti versioni del Vangelo di Giovanni) è il Figlio che procede da Lui (substantia prolata). Egli non è un secondo Dio, perché è eternamente nel Padre. Egli procedette dal Padre, quando il Padre lo volle e ritornò presso il Padre. Se anche Lui fosse onnipotente, invisibile e immenso si potrebbe parlare di due Dei; ma il Figlio ha la Luce del Padre unica e vera origine di tutte le cose (origo, principium). In questa dottrina non vi sono errori: sembra che Novaziano voglia esprimere il concetto della consustanzialità del Figlio, o almeno quello della Sua generazione dalla sostanza del Padre e sembra suggerisca che il Figlio non è immenso o invisibile, ma riporta nel mondo l'immagine del Padre che lo ha manifestato. Anche Sant'Ippolito affrontò le stesse tematiche, come Tertulliano e Giustino. Sembrerebbe, però, che Tertulliano e Ippolito abbiano compreso la dottrina tradizionale romana sulla consustanzialità del Figlio meglio di Novaziano, ma anche che tutti e tre furono portati fuori strada dalla loro conoscenza della teologia greca, che interpretava il Figlio come espressione di Dio (seguendo San Paolo) che impropriamente Lo indicano quindi come Dio-Uomo. Novaziano ha l'indubbio merito di identificare il Verbo con il Padre e riconoscere contestualmente come il Figlio non sia altro che la prole del Verbo. Questo è un notevole passo avanti rispetto a Tertulliano.
Per quanto riguarda il tema dell'Incarnazione Novaziano sembra essere stato ortodosso. Correttamente parla di una Persona formata dall'unione di due sostanze, la Divinità e l'Umanità. Novaziano era ansioso di asserire la realtà della carne del nostro Dio. Il Figlio di Dio, dice, si unisce al Figlio dell'Uomo, e da questa unione il Figlio dell'Uomo diventa il Figlio di Dio. Questa ultima frase viene tacciata di Adozionismo. Ma gli Adozionisti spagnoli insegnavano che la Natura Umana di Cristo unita alla Divinità creava il Figlio adottivo di Dio. Novaziano, invece, intendeva dire che prima della sua unione non era di per se stesso il Figlio di Dio; la forma in cui viene esposto il concetto è errata, ma non c'è necessariamente eresia nel suo pensiero.

## I novazianisti
I seguaci di Novaziano chiamarono se stessi Katharoi, ovvero "Puri", termine usato poi nel medioevo dai catari, ed erano soliti chiamare la Chiesa Cattolica Apostaticum, Synedrium, o Capitolinum. Essi si stabilirono in ogni provincia, e in alcuni luoghi furono persino molto numerosi. Se Novaziano aveva rifiutato l'assoluzione agli idolatri, i suoi seguaci estesero questa dottrina a tutti i "peccati mortali" (idolatria, assassinio, adulterio, fornicazione). La maggior parte di loro vietava il secondo matrimonio ai vedovi e seguiva molto gli scritti di Tertulliano; in Frigia si fusero persino coi montanisti. Alcuni di loro, inoltre, non ribattezzavano i convertiti da altre religioni. Teodoreto di Cirro riporta che non conferivano il Sacramento della Confermazione (che Novaziano stesso non aveva mai ricevuto). Eulogio lamentò che non veneravano i martiri, ma probabilmente si riferiva ai martiri cattolici. Ebbero sempre un successore di Novaziano a Roma e, dappertutto, furono governati dai loro vescovi. Questi, nelle loro usanze, si conformarono sempre a quanto avveniva all'interno della Chiesa, incluso il monachesimo del IV secolo.
Il loro vescovo a Costantinopoli fu invitato da Costantino I al Concilio di Nicea. Questi, sebbene non avesse acconsentito a rientrare nei ranghi dell'ortodossia, ne approvò le delibere e aderì alla tesi dell'homooùsios (Cristo era identico, nella sostanza, a Dio, cioè consustanziale). L'imperatore, che all'inizio li trattò come scismatici e non come eretici, in seguito ordinò la chiusura delle loro chiese e dei loro cimiteri. Paradossalmente, nel 359, i Novaziani furono perseguitati alla stregua dei cattolici da parte dell'imperatore Costanzo II, che cercava di imporre la tesi di Acacio di Cesarea sull'homoios (Cristo era solo simile a Dio). In Paflagonia, i contadini Novaziani attaccarono e uccisero i soldati inviati dall'imperatore per costringerli ad accettare il suo semiarianesimo ufficiale. Dopo la morte di Costanzo i Novaziani furono protetti dall'imperatore Giuliano, ma l'ariano Flavio Valente li perseguitò nuovamente. Flavio Onorio, nel 412, li comprese in una legge contro gli eretici, e papa Innocenzo I chiuse alcune delle loro chiese a Roma. Le opere di Eulogio, sei libri contro la setta, tuttavia, dimostrano che, intorno al 600, ad Alessandria, nonostante tutto, c'erano ancora molti Novaziani. In Frigia (intorno al 374) alcuni di loro divennero Quartodecimani, e furono chiamati Protopaschitoe; tra di loro c'erano anche alcuni convertiti ebrei.